# Variété de Stein
En mathématiques, et plus précisément en théorie des variétés complexes en plusieurs variables, une variété de Stein est une sous-variété complexe de l'espace vectoriel de dimension complexe n. Ils ont été présentés par et nommés d'après Karl Stein. Un espace de Stein est similaire à une variété de Stein mais est autorisé à avoir des singularités. Les espaces de Stein sont les analogues des variétés affines ou des schémas affines en géométrie algébrique.

## Définition
Soient {\displaystyle X} une variété complexe de dimension complexe {\displaystyle n} et {\displaystyle {\mathcal {O}}(X)} l'anneau des fonctions holomorphes sur {\displaystyle X.} Nous dirons que {\displaystyle X} est une variété de Stein si les conditions suivantes sont vérifiées :
- {\displaystyle X} est holomorphiquement convexe, c'est-à-dire pour tout sous-ensemble compact {\displaystyle K\subset X}, l'enveloppe holomorphiquement convexe,

{\displaystyle {\bar {K}}=\left\{z\in X\,\left|\,|f(z)|\leq \sup _{w\in K}|f(w)|\ \forall f\in {\mathcal {O}}(X)\right.\right\},}
est également un sous-ensemble compact de {\displaystyle X}.
- {\displaystyle X} est holomorphiquement séparable, c'est-à-dire si {\displaystyle x\neq y} sont deux points dans {\displaystyle X}, alors il existe {\displaystyle f\in {\mathcal {O}}(X)} tel que {\displaystyle f(x)\neq f(y).}

## Les surfaces de Riemann non compactes sont des variétés de Stein
Soit X une surface de Riemann connexe non compacte. Un théorème profond de Heinrich Behnke et Stein (1948) affirme que X est une variété de Stein.
Un autre résultat, attribué à Hans Grauert et Helmut Röhrl (en) (1956), stipule de plus que tout fibre vectoriel holomorphe (en) sur X est trivial. En particulier, chaque faisceau de droite est trivial, donc {\displaystyle H^{1}(X,{\mathcal {O}}_{X}^{*})=0}. La suite exponentielle de faisceaux (en) conduit à la suite exacte suivante :
{\displaystyle H^{1}(X,{\mathcal {O}}_{X})\longrightarrow H^{1}(X,{\mathcal {O}}_{X}^{*})\longrightarrow H^{2}(X,\mathbb {Z} )\longrightarrow H^{2}(X,{\mathcal {O}}_{X})}
Or le théorème B de Cartan montre que {\displaystyle H^{1}(X,{\mathcal {O}}_{X})=H^{2}(X,{\mathcal {O}}_{X})=0}, Donc {\displaystyle H^{2}(X,\mathbb {Z} )=0} .
Ceci est lié à la solution du second problème de Cousin.

## Propriétés et exemples de variétés de Stein
- L'espace complexe standard {\displaystyle \mathbb {C} ^{n}} est une variété de Stein.

- Chaque domaine d'holomorphie dans {\displaystyle \mathbb {C} ^{n}} est une variété de Stein.

- On peut montrer assez facilement que chaque sous-variété complexe fermée d'une variété de Stein est aussi une variété de Stein.

- Le théorème de plongement des variétés de Stein énonce ce qui suit : Chaque variété de Stein {\displaystyle X} de dimension complexe {\displaystyle n} peut être plongé dans {\displaystyle \mathbb {C} ^{2n+1}} par une application propre biholomorphe.

Ces faits impliquent qu'une variété de Stein est une sous-variété complexe fermée d'espace complexe, dont la structure complexe est celle de l'espace ambiant (car le plongement est biholomorphe).
- Chaque variété de Stein de dimension (complexe) n a le type d'homotopie d'un complexe CW à n dimensions.

- À une dimension complexe, la condition de Stein peut être simplifiée : une surface de Riemann connexe est une variété de Stein si et seulement si elle n'est pas compacte. Cela peut être prouvé en utilisant une version du théorème de Runge pour les surfaces de Riemann, due à Behnke et Stein.

- Être une variété de Stein équivaut à être une variété (complexe) fortement pseudoconvexe. Cela signifie qu'il existe une fonction fortement pseudo-convexe (ou plurisous-harmonique (en)), c'est-à-dire une fonction réelle lisse {\displaystyle \psi } sur {\displaystyle X} (qui peut être supposée être une fonction Morse) avec {\displaystyle i\partial {\bar {\partial }}\psi >0}, de sorte que les sous-ensembles {\displaystyle \{z\in X\mid \psi (z)\leq c\}} sont compacts dans {\displaystyle X} pour tout nombre réel {\displaystyle c} .

Dans l'ensemble d'analogies de l'article GAGA (en) de Serre, les variétés de Stein correspondent à des variétés algébriques affines.